# Prosopocera pseudobella
Prosopocera pseudobella là một loài bọ cánh cứng trong họ Cerambycidae.